# Canton de Draguignan
Le canton de Draguignan est une circonscription électorale française située dans le département du Var et la région Provence-Alpes-Côte d'Azur.

## Géographie
Ce canton est organisé autour de Draguignan dans l'arrondissement de Draguignan. Son altitude varie de 100 m (Trans-en-Provence) à 603 m (Draguignan).

## Histoire
Le canton de Draguignan a été créé en 1801.
Un nouveau découpage territorial du Var entre en vigueur à l'occasion des premières élections départementales suivant le décret du 27 février 2014. Les conseillers départementaux sont, à compter de ces élections, élus au scrutin majoritaire binominal mixte. Les électeurs de chaque canton élisent au Conseil départemental, nouvelle appellation du Conseil général, deux membres de sexe différent, qui se présentent en binôme de candidats. Les conseillers départementaux sont élus pour 6 ans au scrutin binominal majoritaire à deux tours, l'accès au second tour nécessitant 12,5 % des inscrits au 1er tour. En outre la totalité des conseillers départementaux est renouvelée. Ce nouveau mode de scrutin nécessite un redécoupage des cantons dont le nombre est divisé par deux avec arrondi à l'unité impaire supérieure si ce nombre n'est pas entier impair, assorti de conditions de seuils minimaux. Dans le Var, le nombre de cantons passe ainsi de 43 à 23. Le nombre de communes du canton de Draguignan passe de 4 à 2.
Le canton est désormais formé de deux communes de l'ancien canton. Il est entièrement inclus dans l'arrondissement de Draguignan. Le bureau centralisateur est situé à Draguignan.

## Représentation

### Conseillers généraux de 1833 à 2015
| Période | Période          | Identité                         | Étiquette               | Qualité |
| ------- | ---------------- | -------------------------------- | ----------------------- | --- |
| 1833    | 1848             | Joseph Antoine Roque (1793-1884) |                         | Notaire - Maire de Draguignan (1846) |
| 1848    | 1852             | Augustin Alleman                 | Républicain modéré      | Banquier Représentant du peuple (1848-1849) |
| 1852    | 1870             | Honoré Théus                     |                         | Docteur en médecine Maire de Draguignan (1849-1853) |
| 1870    | 1871             | Claude Gustave Pellicot (1817-?) |                         | Avocat |
| 1871    | 1891 (démission) | Félix Anglès                     | Républicain             | Avocat - Maire de Draguignan (1870-1874) |
| 1891    | 1913             | Félicien Clavier (1831-?)        | Rad.                    | Ingénieur-architecte - Maire de Draguignan (1881-1912) |
| 1913    | 1919             | Ernest Maunier                   | SFIO                    | Professeur Maire de Flayosc (1912-1919) |
| 1919    | 1924 (démission) | Victor Troin                     | Rad.                    | Docteur en médecine |
| 1924    | 1937             | Ernest Maunier                   | SFIO puis PSdF          | Professeur Maire de Flayosc (1912-1919) |
| 1937    | 1940             | Antoine Favro                    | SFIO                    | Commerçant à Draguignan |
|         |                  |                                  |                         | |
| 1943    | 1945             | Fernand Escullier                |                         | Professeur Maire de Draguignan (1941-1944) Nommé conseiller départemental en 1943 |
|         |                  |                                  |                         | |
| 1945    | 1951             | Antoine Favro (1886-1967)        | SFIO puis DVG           | Commerçant Maire de Draguignan (1953-1959) |
| 1951    | 1970             | Louis Fabre                      | SFIO                    | Employé de la compagnie PLM Conseiller municipal de Draguignan |
| 1970    | 1988             | André Gayrard                    | SFIO puis PS            | Médecin Maire de Draguignan (1974-1975) |
| 1988    | 2015             | Max Piselli                      | UDF-PR puis UMP (ex-PS) | Professeur de collège puis chef d'entreprise Maire de Draguignan (1986-1995 puis 2001-2014) Vice-président du conseil général (2004-2015) Président de la Communauté d'agglomération dracénoise (2001-2008) Suppléant du député Jean-Michel Couve |

### Conseillers d'arrondissement (de 1833 à 1940)
| Période                                  | Période      | Identité                               | Étiquette           | Qualité |
| ---------------------------------------- | ------------ | -------------------------------------- | ------------------- | --- |
| 1833                                     | 1845 (décès) | Jean-Pierre Caussemille (1774-1845)    |                     | Négociant, Président du Tribunal de commerce de Draguignan                                                  |
| 1845                                     | 1848         | Honoré-Antoine Ardoin                  |                     | Docteur en médecine, maire de Draguignan                                                                    |
| 1848                                     | 1852         | Hippolyte-Jacques Buisson              |                     | Docteur en médecine à Flayosc                                                                               |
| 1855                                     | 1864         | Alexandre-Florentin Bouyer (1805-1864) | Bonapartiste        | Docteur en médecine, maire de Draguignan Elu en 1864 conseiller général du canton de Salernes               |
| 1865                                     | 1870         | Jules-Dominique Roudier                |                     | Avocat, juge suppléant au Tribunal civil de Draguignan, propriétaire à Roquebrune                           |
| 1871                                     | 1883         | Joseph-Honoré Autran (1827-1886)       |                     | Marchand de nouveautés à Flayosc                                                                            |
| 1883                                     | 1889         | Honoré Maurel                          |                     | Chef de gare au PLM, puis négociant en huiles, maire de Trans                                               |
| 1889                                     | 1895         | François Chieusse                      | Républicain         | Fabricant de chaussures en gros à Flayosc                                                                   |
| 1895                                     | 1904         | Albert-Casimir Serra                   | Républicain radical | Négociant à Flayosc                                                                                         |
| 1904                                     | 1910         | M. Goiran                              | Socialiste          | |
| 1910                                     | 1912 (décès) | Gustave Vincent                        | SFIO                | Maire de Flayosc                                                                                            |
| 1912                                     | 1919         | Antoine Vergelin (1865-1931)           | SFIO                | Artisan bourrelier, conseiller municipal de Draguignan, Président du Conseil d'arrondissement               |
| 1919                                     | 1922         | Lucien Tripoul                         |                     | Agriculteur à La Motte                                                                                      |
| 1922                                     | 1931 (décès) | Antoine Vergelin                       | SFIO                | Artisan bourrelier à Draguignan, Président du Conseil d'arrondissement                                      |
| 1931                                     | 1940         | Justinien Seisson (1867-1947)          | SFIO puis Soc.ind.  | Artisan horloger bijoutier, adjoint au maire de Draguignan                                                  |
| 1940                                     |              |                                        |                     | Les conseils d'arrondissement ont été suspendus par la loi du 12 octobre 1940 et n'ont jamais été réactivés |
| Les données manquantes sont à compléter. |              |                                        |                     | |

### Conseillers départementaux après 2015
| Période élective | Période élective | Mandat | Mandat   | Identité              | Nuance | Nuance | Qualité |
| ---------------- | ---------------- | ------ | -------- | --------------------- | ------ | ------ | --- |
| 2015             | 2021             | 2015   | 2021     | Jean-Bernard Miglioli |        | LR     | Cadre de la fonction publique territoriale, Flayosc                                                                                |
| 2015             | 2021             | 2015   | 2021     | Marie Rucinski-Becker |        | LR     | Directrice d'un organisme de formation professionnelle 5e vice-présidente du Département, chargée des risques liés aux inondations |
| 2021             | 2028             | 2021   | en cours | Grégory Loew          |        | DVC    | Enseignant en lycée agricole, deuxième adjoint au maire de Draguignan                                                              |
| 2021             | 2028             | 2021   | en cours | Christine Niccoletti  |        | DVC    | Commerçante à Draguignan |

### Résultats détaillés

#### Élections de mars 2015
À l'issue du 1er tour des élections départementales de 2015, deux binômes sont en ballottage : Alain Macke et Marie-France Passavant (FN, 36,66 %) et Jean-Bernard Miglioli et Marie Rucinski-Becker (Union de la Droite, 23,41 %). Le taux de participation est de 52,09 % (15 569 votants sur 29 888 inscrits) contre 49,77 % au niveau départemental et 50,17 % au niveau national.
Au second tour, Jean-Bernard Miglioli et Marie Rucinski-Becker (Union de la Droite) sont élus avec 52,55 % des suffrages exprimés et un taux de participation de 54,48 % (7 819 voix pour 16 278 votants et 29 880 inscrits).

#### Élections de juin 2021
Le premier tour des élections départementales de 2021 est marqué par un très faible taux de participation (33,26 % au niveau national). Dans le canton de Draguignan, ce taux de participation est de 36,64 % (10 873 votants sur 29 673 inscrits) contre 33,03 % au niveau départemental. À l'issue de ce premier tour, deux binômes sont en ballottage : Grégory Loew et Christine Niccoletti (DVC, 43,47 %) et Philippe Pallaruelo et Corinne Ragosa (RN, 31,9 %).
Le second tour des élections est marqué une nouvelle fois par une abstention massive équivalente au premier tour. Les taux de participation sont de 34,36 % au niveau national, 36,4 % dans le département et 39,57 % dans le canton de Draguignan. Grégory Loew et Christine Niccoletti (DVC) sont élus avec 58,29 % des suffrages exprimés (6 451 voix pour 11 746 votants et 29 685 inscrits),,. 

## Composition

### Composition avant 2015

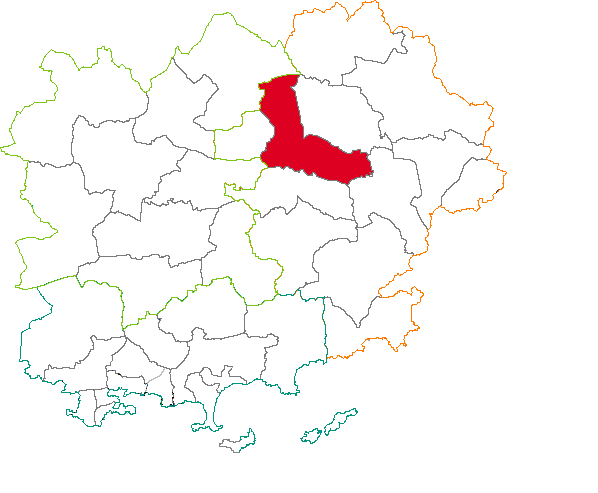
Situation du canton de Draguignan dans le département du Var avant 2015.

Le canton de Draguignan regroupait 5 communes.
| Nom                    | Code Insee | Codepostal | Superficie (km2) | Population (dernière pop. légale) | Densité (hab./km2) |
| ---------------------- | ---------- | ---------- | ---------------- | --------------------------------- | ------------------ |
| Draguignan (chef-lieu) | 83050      | 83300      | 53,75            | 37 476 (2012)                     | 697                |
| Ampus                  | 83003      | 83111      | 82,77            | 931 (2012)                        | 11                 |
| Flayosc                | 83058      | 83780      | 45,95            | 4 366 (2012)                      | 95                 |
| La Motte               | 83085      | 83920      | 28,12            | 3 000 (2012)                      | 107                |
| Trans-en-Provence      | 83141      | 83720      | 16,99            | 5 562 (2012)                      | 327                |

### Composition depuis 2015
Le canton de Draguignan comprend désormais deux communes entières.
| Nom                                | Code Insee | Intercommunalité                          | Superficie (km2) | Population (dernière pop. légale) | Densité (hab./km2) | Modifier                                    |
| ---------------------------------- | ---------- | ----------------------------------------- | ---------------- | --------------------------------- | ------------------ | ------------------------------------------- |
| Draguignan (bureau centralisateur) | 83050      | CA Dracénie Provence Verdon agglomération | 53,75            | 40 789 (2022)                     | 759                | modifier les données · modifier les données |
| Trans-en-Provence                  | 83141      | CA Dracénie Provence Verdon agglomération | 16,99            | 6 595 (2022)                      | 388                | modifier les données · modifier les données |
| Canton de Draguignan               | 8303       |                                           | 70,74            | 47 384 (2022)                     | 670                | modifier les données                        |

## Démographie

### Démographie avant 2015
| 1962   | 1968   | 1975   | 1982   | 1990   | 1999   | 2006   | 2011   | 2012   |
| ------ | ------ | ------ | ------ | ------ | ------ | ------ | ------ | ------ |
| 18 145 | 22 567 | 27 100 | 34 298 | 40 034 | 44 585 | 50 277 | 51 315 | 51 335 |

### Démographie depuis 2015
En 2022, le canton comptait 47 384 habitants, en évolution de +3,41 % par rapport à 2016 (Var : +4,98 %, France hors Mayotte : +2,11 %).
| 2013   | 2018   | 2022   |
| ------ | ------ | ------ |
| 44 753 | 44 984 | 47 384 |